# Prebendalizam
Prebendalizam, odnos u političkim sustavima u kojima izabrani predstavnici imaju pravo na udjel u državnim prihodima. Obilježja prebendalizma i meritokracije ima npr. timarsko-spahijski (spahijsko-nadarbinski) feudalni sustav.